# جوني دي (طبال)
جوني دي (بالإنجليزية: Johnny Dee)‏ هو طبال أمريكي، ولد في 6 أبريل 1964 في فيلادلفيا في الولايات المتحدة.

## وصلات خارجية
- جوني دي على موقع IMDb (الإنجليزية)
- جوني دي على موقع ميوزك برينز (الإنجليزية)
- جوني دي على موقع ديسكوغز (الإنجليزية)